# Diego Quispe Tito
Diego Quispe Tito (San Sebastián del Cuzco, 1611 - San Sebastián del Cuzco, 1681) fue un pintor hispano-peruano del siglo XVII, de origen andino. Es considerado uno de los miembros más destacados de la escuela cuzqueña.

## Vida y trayectoria artística
Los testimonios documentales respecto de su vida son escasos, sin embargo se puede decir que inicia su obra pictórica hacia 1627, fecha de la que data su primer lienzo y que probablemente perteneció a la nobleza indígena. También que nace en 1611 (en 1667 firma una pintura indicando que tenía 56 años) y probablemente en el pueblo de San Sebastián donde, según la tradición, se encuentra su casa y taller.
Se consagra como un artista de gran prestigio en la ciudad del Cusco a partir de la década de 1660, al intensificar su producción para el templo de San Sebastián. Es a partir del virtuosismo que demuestra en los ciclos de pintura que produce para este templo que se gana el favor de son encargantes de pintura más importantes de Cuzco y del Alto Perú, a donde enviaba pinturas regularmente. En una pintura que envía a Potosí en 1667 firma "Quispi Tito inga inbentó del año D-1667, edad 56", una manera de resaltar el aspecto creativo y culto de su trabajo.
Fue seguidor de Gregorio Gamarra, quien a su vez fue discípulo de padre Bernardo Bitti. Su pintura tuvo dos etapas. En la primera, su pintura se caracterizó por tener ciertos rezagos del manierismo, mientras que en la segunda, se puede ver en su pintura la influencia de los grabados flamencos. Sin embargo, es un pintor que se encuentra un tanto al margen del estilo imperante en la ciudad del Cuzco y que termina desarrollando e imponiendo un estilo nuevo a la pintura de la región. Él implanta el uso de grandes paisajes repletos de flores y animales que luego se convierten en característicos de la pintura cuzqueña.

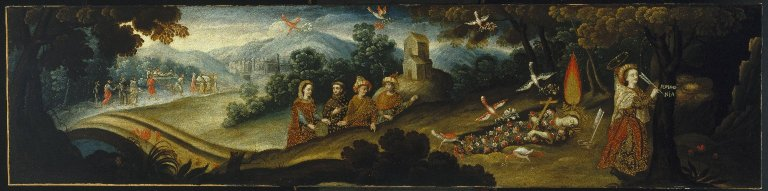
Leyenda de Santa Sofronia, 1660-1699, actualmente en el Brooklyn Museum

## Obra

### Pinturas en la Iglesia de San Sebastián

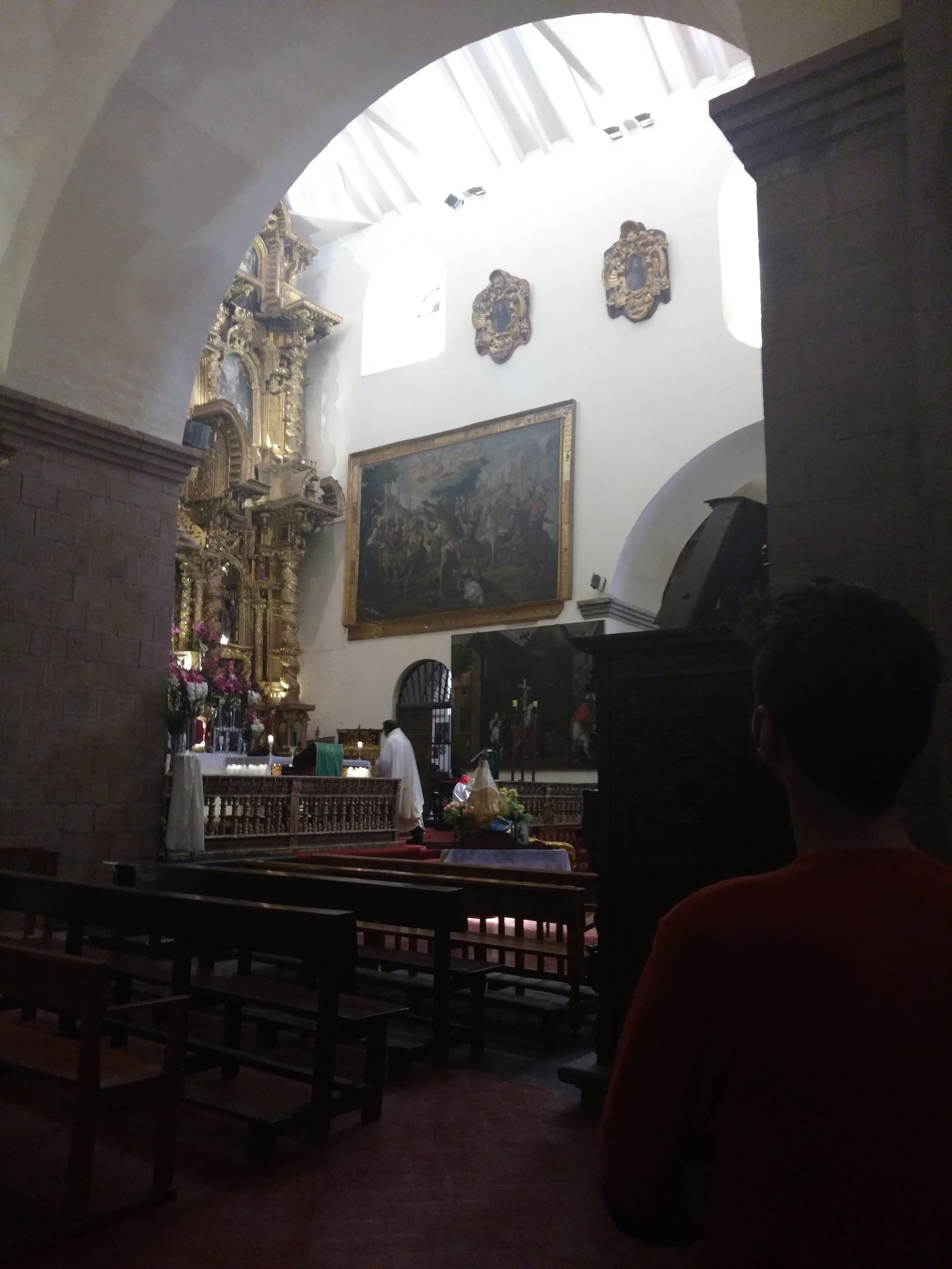
Interior de la Iglesia de San Sebastián con la pintura Muerte de San Sebastián, firmada por Diego Quispe Tito (destruida por un incendio en 2016)

Diego Quispe Tito es contratado durante varias etapas de su vida para decorar la Iglesia de San Sebastián, en el barrio del cual era vecino, principalmente por los curacas Ignacio Inca Roca y Juan de Dios Sucso, importantes donantes del templo. La iglesia fue destruida por el terremoto de 1650, y Diego Quispe Tito fue el principal artista encargado de la decoración del nuevo templo. Para esta iglesia realizó, además de otras pinturas sueltas, siete ciclos importantes de pinturas: Dos pinturas sobre el martirio y muerte de San Sebastián; Seis dípticos sobre la vida de San Juan Bautista; las obras sobre la infancia de Cristo (1669);  cuatro cuadros sobre la pasión de Cristo; cuatro pinturas con los doctores de la iglesia (1634-1640); una serie de varios santos y otra serie de paisajes sacralizados.
Esta iglesia contenía la colección más importante de pinturas del artista, hasta que fueron destruidas por un incendio en septiembre del 2016.

#### Obras tempranas
Sus obras tempranas son arcaicas y muestran una indecisión estilística característica de principios del siglo XVII. Son características de esta época la Visión de la Cruz de 1631 y la Ascensión de Cristo de 1634, ambas basadas en grabados de Wierix. Son también de esta época la serie de los doctores de la iglesia, pintadas entre 1634 y 1640 y basadas en grabados de Aegidius Sadeler II.

#### El ciclo sobre la vida de San Juan Bautista
A partir de 1654 se empiezan las obras de la reconstrucción de la iglesia, luego del terremoto. En 1663 se encargan los marcos para las pinturas de Quispe Tito, con lo cual se sabe que las pinturas fueron hechas entre estas dos fechas. La serie constaba de 6 lunetos colocados en la parte alta de las paredes de la nave principal de la iglesia. Cada una de las pinturas contiene dos escenas distintas sobre la vida de San Juan Bautista. Ambas escenas representan realidades independientes con puntos de fuga y líneas de horizonte independientes, sin embargo comparten la superficie pictórica sin ninguna división clara de por medios, e incluso, al centro de la composición, hay elementos o personajes que habitan ambos espacios. La serie es de las obras más interesantes creadas por el artista, aquí se instauran varios elementos que luego se vuelven característicos de la Escuela Cuzqueña: Los paisajes colmados de aves y flores; vuelos, broches, gasas, plumas y demás elementos decorativos en la vestimenta de las mujeres y los ángeles; Los fondos brumosos y jardines en los planos intermedios con plantas bien definidas y fuentes; una perspectiva arquitectónica irreal, pero con detalles bien cuidadosamente elaborados; paredes falsas que dividen los espacios.
El primer luneto contiene las imágenes de la Anunciación del nacimiento de San Juan a la izquierda y de La Visitación a la derecha. Ambas imágenes están basadas en grabados de Jean Leclerc. La pintura sigue bastante de cerca las composiciones originales, pero dramatizando las perspectivas arquitectónicas, en especial al juntar ambas escenas. Además Quispe Tito ha agregado un alegre perrito en la escena de la visitación así como un paisaje con la virgen sobre el burro, entre otras modificaciones.
El segundo luneto contiene una representación del nacimiento de San Juan a la izquierda y una escena con las familias de San Juan y de Jesús a la derecha; ambas basadas también en grabados de Jean Leclerc. Esta pintura incluye las distorsiones arquitectónicas más dramáticas y experimentales de la serie. En la escena de la derecha se puede apreciar el uso de una pared falsa para dividir dos espacios abiertos, el primero donde se encuentran las dos familias y los ángeles y el segundo con un elaborado jardín con rosas y una vistosa fuente. Quispe Tito ha incluido además un impresionante rompimiento de gracia y algunos ángeles que acompañan la escena. Esta pintura consagra un tipo de composición que luego se vuelve muy popular en la que los santos niños, acompañados de ángeles niños son los héroes de la composición.
El tercer luneto representa a San Juan como un niño acompañado por ángeles a la izquierda y al mismo santo predicando a la multitud a la derecha. Estas pinturas están basadas también en grabados de Leclerc. Esta pintura se encuentra firmada "Dn Diego Quispe Tito me facit". Es quizás la más armónica de las composiciones. Ambas escenas se funden en un solo espacio natural repleto de flores, frutas y animales de invención del artista, además de un rompimiento de gracia con varios ángeles. La escena de San Juan predicando incluye además algunos personajes ausentes en el grabado original.
El cuarto luneto representa a la izquierda el Ecce Agnus Dei basado en un grabado de Jean Leclerc. A la derecha se encuentra el bautismo de Cristo inspirado con bastante libertad en un grabado de Philippe Thomassin. La escena del Ecce Agnus Dei muestra a Cristo y San Juan bajo un rompimiento de gracia y rodeados de ángeles, incluyendo uno de la proporción de los dos principales personajes vestido elegantemente y que no aparece en el grabado original, pero que permite generar una composición mucho más equilibrada y que permite el juego de simetrías que se repite en toda la pintura. En la escena del bautismo, Quispe Tito descompone por completo la disposición del grabado original y reacomoda los personajes en una nueva composición que hace eco de la de la escena izquierda del cuadro; agrega además un rompimiento de gloria repleto de personajes. Esta escena es la única que presenta rasgos manieristas, en especial en los dos tres personajes desnudos que acompañan la escena. 
El quinto luneto representa a la izquierda la prédica de San Juan contra Herodías y su encarcelamiento y a la derecha la danza de Salomé. Ambas imágenes basadas en grabados de Jean Leclerc. Quispe Tito consigue generar un dinámico ritmo a partir de la repetición de escaleras y columnas a lo largo de toda la composición. Además, al eliminar uno de los personajes de la escena de la danza permite que Herodías mire a la escena de la izquierda en lugar de a la danzante Salomé, uniendo las dos escenas de manera inteligente.
El último luneto representa la decapitación de San Juan a la izquierda y la presentación de su cabeza ante Herodías a la derecha. Ambas basadas también en grabados de Leclerc. Es una de las composiciones más complejas; repleta de detalles interesantes. En la escena de la izquierda, Quispe Tito cambia por completa el ambiente en el que se encuentran los personajes, remplazando el interior de una carceleta por un espacio abierto, con plantas y un riachuelo repleto de aves nadadoras.

#### Martirio y muerte de San Sebastián
Esta importante serie de pinturas, hoy desaparecidas luego del incendio del templo en el 2016, consta de dos obras que representan el martirio y la muerte de San Sebastián. Estaban ubicadas cada una a un lado del altar mayor de la iglesia. Probablemente fueron pintadas alrededor de 1679.
La pintura del martirio se encontraba firmada por el artista: "Don diego quispe tito hiso este lienzo...[por encargo del] cacique don Joseph Chalco Yopanque y Don Juan Tecsetupa". La pintura representa el asaetamiento de San Sebastián y está basada en un grabado de Rafael Sadeler. Cinco arqueros rodean al mártir, tres se encuentran en primer plano y dos de ellos dan la espalda. Esto es típico de las figuras del pintor cuando aparecen a medio cuerpo.

### Otras pinturas en la ciudad del Cusco

#### El Juicio Final
Esta impresionante pintura de gran formato se encuentra en el convento de San Francisco del Cusco. Fue pintada en 1675 a partir de un grabado de Philippe Thomassin que fue muy común como fuente en todas las colonias hispanas.

#### La Serie del Zodiaco
Podemos observar en la Serie del Zodiaco escenas de parábolas y vida de Cristo que hoy se pueden observar en el Palacio Arzobispal de Cuzco. Esta serie del Zodíaco está compuesta en la actualidad por nueve lienzos correspondiendo cada uno a un signo zodiacal con una parábola de la vida de Cristo.
1. Aries: San José y la Virgen buscando posada. Lucas, 2
2. Cáncer: Parábola del hombre que edifica el granero
3. Leo: Parábola del buen pastor. Juan, 10
4. Libra: Parábola de la higuera estéril. Lucas, 13
5. Escorpio: Parábola de los viñaderos infieles. Mateo, 21
6. Sagitario: Parábola invitados a la boda. Mateo, 22
7. Capricornio: Parábola del sembrador. Lucas, 8
8. Acuario: Huida a Egipto de la sagrada Familia. Mateo, 2
9. Piscis: Vocación de los apóstoles. Marcos, 1

## Galería

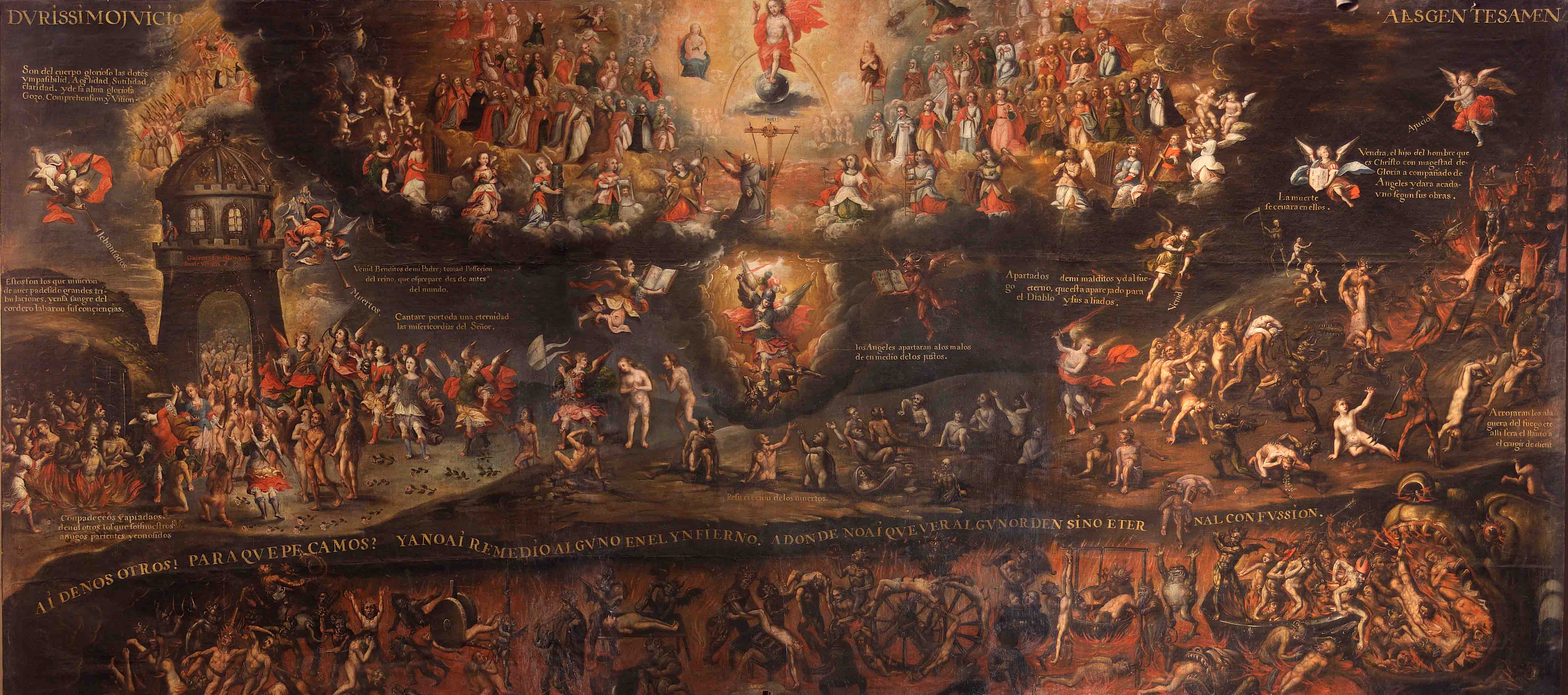
El Juicio Final (o Las Postrimerías), 1675, Portería del convento de San Francisco, Cusco
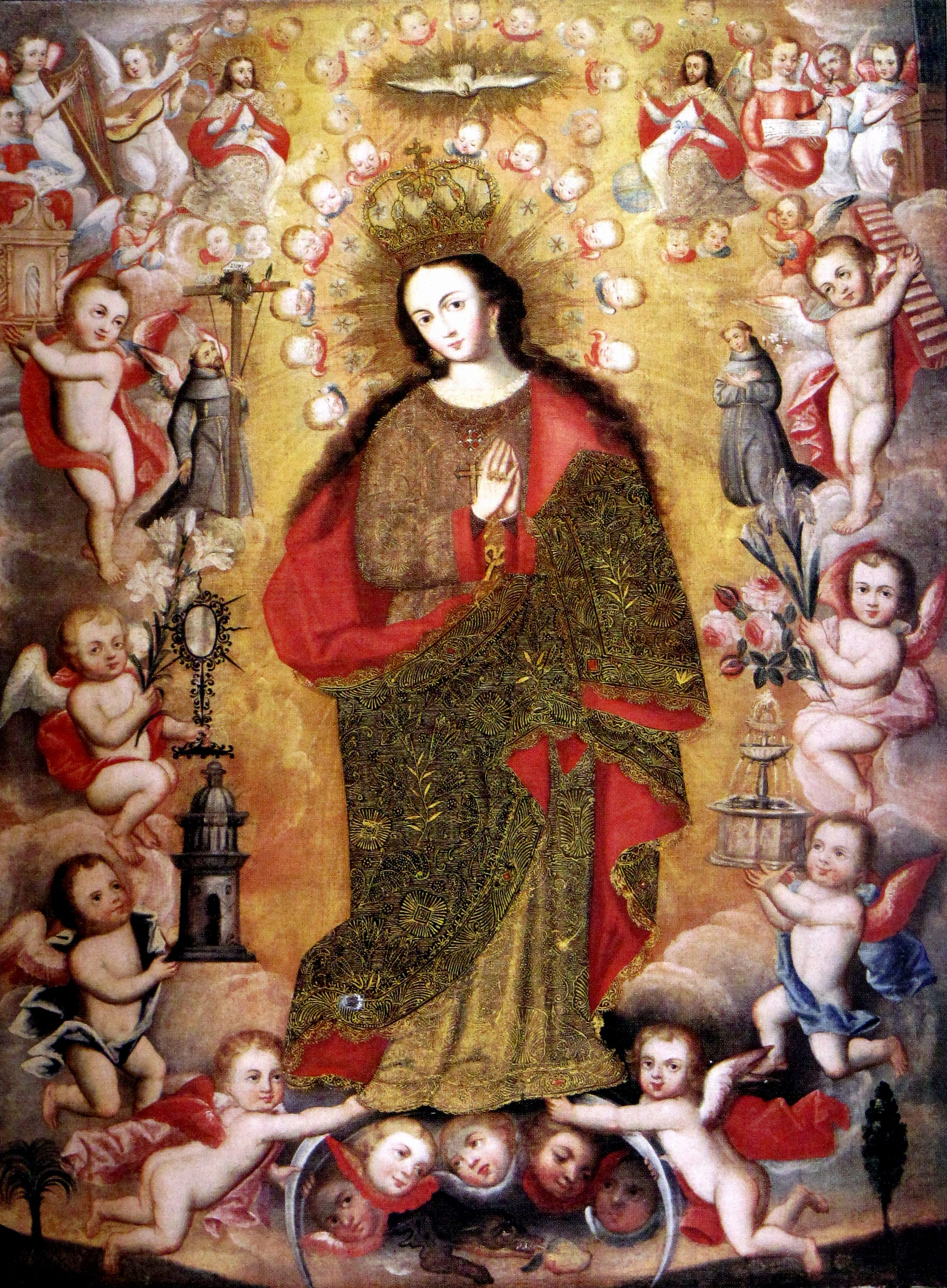
Inmaculada Concepción con santos franciscanos, c. 1675, Denver Art Museum
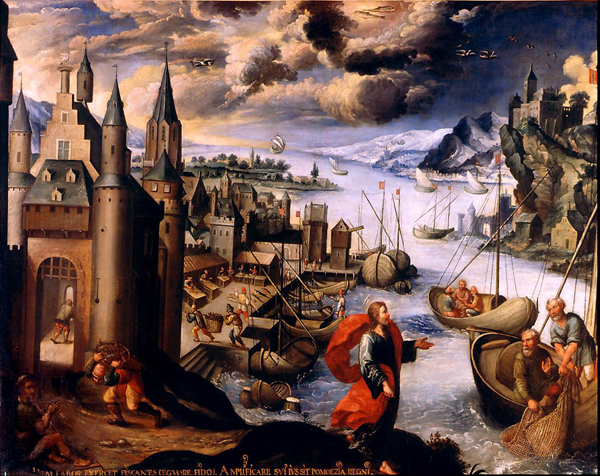
Piscis: La Vocación de los Apóstoles, Serie del Zodíaco, 1681, Palacio Arzobispal de Cusco